# Litsea penangiana
Litsea penangiana är en lagerväxtart som beskrevs av Joseph Dalton Hooker. Litsea penangiana ingår i släktet Litsea och familjen lagerväxter. Inga underarter finns listade i Catalogue of Life.